# 乙女ゲームの破滅フラグしかない悪役令嬢に転生してしまった…
『乙女ゲームの破滅フラグしかない悪役令嬢に転生してしまった…』（おとめゲームのはめつフラグしかないあくやくれいじょうにてんせいしてしまった）は、山口悟による日本のなろう系ライトノベル。2014年7月6日から2015年3月23日まで小説投稿サイト『小説家になろう』にて本編が連載された。本編の完結後、2015年から一迅社文庫アイリスより文庫版が刊行されている。Web版の本編（カタリナ1年生時の上級生卒業パーティーまで）に相当するのは2巻までで、3巻以降は文庫版の書き下ろしである。略称は「はめふら」。2024年8月時点で電子版を含めたシリーズ累計部数は600万部を突破している。
メディアミックスとして、2017年からは文庫版のイラストを担当するひだかなみによるコミカライズ作品が『コミックZERO-SUM』にて連載中。2019年から2021年までスピンオフ漫画『乙女ゲームの破滅フラグしかない悪役令嬢に転生してしまった…絶体絶命！破滅寸前編』がnishiによって『ゼロサムオンライン』にて連載された。2020年からはテレビアニメ化され、2023年には映画が公開された。

## あらすじ
剣と魔法の中世ヨーロッパ風のとある世界。クラエス公爵家の一人娘で8歳になるカタリナ・クラエスは、その家柄と親の溺愛から我儘かつ高慢な性格であった。ある日、父に連れられ王宮を訪れた際、同い年で整った顔立ちの第三王子ジオルド・スティアートに一目惚れし、彼にベタベタと付きまとうが、その際に転倒して額を強打する。その瞬間、カタリナは前世の記憶が蘇り、自分が高校時代に交通事故で亡くなったオタク女子高生であると知る。さらには、この世界が、事故死の遠因となった乙女ゲーム『FORTUNE・LOVER』の世界かつ、自分が転生したカタリナはゲームの敵役である悪役令嬢だと気づく。ゲームのカタリナはジオルドの婚約者で、主人公を邪魔する存在であり、最終的に「国外追放」か最悪「死亡」する結末であった。
ゲームの舞台は7年後の魔法学園であるものの、今世こそ穏やかな老後を送りたいカタリナは破滅エンドを回避するため行動を起こし始める。ところがゲームの設定通りにジオルドの婚約者となってしまい、さらには攻略対象の義弟キース、ジオルドの双子の弟アラン、宰相の息子ニコルと意図せず知り合い、仲を深めていき、ゲームの（主人公の）ライバルキャラクターであるメアリやソフィアとも親友の間柄となっていく。それはますますゲームの設定をなぞり、「破滅フラグ」が立って危機に陥っているとカタリナは焦るが、既にゲームのカタリナとは異なり、心優しく気さくで朗らかな性格によって周りに好かれる「天性の人タラシ」で、さらにトラウマやコンプレックスを抱えていた彼ら彼女らをより良い方向に導き、恋慕される存在になっていると気づかない。
そして15歳になり、ゲームの舞台となる魔法学校に入学することになる。ゲームの主人公である平民出身だが希少な光の魔力の所持者で才能ある美少女マリア・キャンベルの登場と、彼女と攻略対象キャラクターとの恋愛の進展に戦々恐々とするカタリナであったが、むしろゲーム上ではカタリナが行うマリアへのイジメを自分が救い、彼女の良き理解者となる。仕舞にはマリアからも慕われ、ゲームのメイン登場人物全員から恋愛感情を抱かれてアプローチを受ける存在になってしまうが、やはりまったく自覚がなく、破滅フラグを恐れながらの学園生活を過ごしていく。

### 魔法学園（第1-5巻）
想定していたような問題は起きず、学園生活を満喫するカタリナであったが、突然、破滅フラグであるカタリナ糾弾イベントが発生する。それは自分が知らなかった隠し攻略キャラに纏わる「闇の魔力」の事件であり、最悪は全員が死んでしまう危機に陥る。自身も犯人により永遠に眠る魔法を掛けられてしまうが、その夢の中で前世の友人からアドバイスを受けて無事に事件を解決に導く。カタリナの運命が決定するゲーム内の最終イベントに相当する上級生の卒業パーティーも無事に過ごし、仲間たちと仲良く2年生に進級する（第2巻）。
ゲームの時間軸が終わり安心して学園生活を満喫しようとするカタリナであったが、周りでは自分を巡る静かな争いが続けられていることにはやはり気づかない。そんな日常の中でカタリナは闇の魔力が関わる事件に2回巻き込まれ、その過程で攻略対象キャラと遜色ない美青年・ソラと出会い（第3巻）、子犬の姿をした闇の使い魔「ポチ」を手に入れる（第4巻）。

### 魔法省（第6巻-）
学園を無事に卒業したカタリナはジオルドとの結婚を先送りにするため、使い魔（ポチ）を研究することを名目にして卒業後にマリアと共に魔法省へ就職する。ところが入省前後に前世の友人が続編『FORTUNE・LOVER II』をプレイしている夢を見て、続編の舞台が魔法省であることや、前作で国外追放されたカタリナがマリアに復讐するために戻ってきたこと、そして彼女が闇の魔力と狼の闇の使い魔を得たことを知る。自身の状況がゲーム内のカタリナに近づいていたことを知った彼女はゲームの強制力を感じつつも、マリアの恋路を邪魔することが破滅へ繋がると推測して彼女を応援することを決める。マリアの周囲にはサイラスやデューイといった『II』の攻略対象キャラが現れ、ソラも『II』の攻略対象であると知る。
その一方で国内では闇の魔力が関わっていると思われる事件が次々に発生しており、カタリナとマリアは魔法省職員としてそれらの事件へ関わることにもなる。

## 登場人物
声の項はテレビアニメ版の声優。
カタリナ・クラエス（Catarina Claes）
声 - 内田真礼
本作の主人公。クラエス公爵令嬢。魔力は土。誕生日は6月24日。
茶色のロングヘアに水色の瞳のやや吊り上がった目を持つ女性。美人ではあるが他の女性キャラクターであるマリアやメアリ、ソフィアほどは美しくなく、カタリナ自身は悪役顔と自称する。8歳の時の事故で前世のオタク女子高生だった記憶が蘇り、自分が魔法学園を舞台とする乙女ゲーム『FORTUNE・LOVER』のライバルキャラクターで、主人公をイジメる、いわゆる悪役令嬢役だと気づく。ゲームの知識よりカタリナが「国外追放」または「死亡」でいずれ破滅することを知っているため、これら「破滅フラグ」を回避すべく行動を起こす。しかし、前世の人格によって本来のカタリナとは正反対の鈍感だが優しく気さくで朗らかな性格となっており、身分隔てなく人と接したり、農作業を好むなど、およそ貴族令嬢らしからぬ行動も起こすようになる。こうした言動から周りに好かれる「天性の人タラシ」となっているが本人に自覚はない。さらにはゲームの舞台設定である15歳の魔法学園入学までに、攻略対象の4人の男性キャラのトラウマやコンプレックス、あるいは人間性の問題を既に解消・解決し、彼らから好意を抱かれていることにも気づいていない。
ゲーム設定上は、ジオルドの婚約者として彼のルートにおけるライバルキャラクター。性格は我儘かつ高慢で、主人公マリアにイジメを行う貴族令嬢らの筆頭であり、メアリやソフィアといった他のライバルキャラよりも悪党。ジオルドルートでは、彼を熱愛しているが逆に彼からはまったくその気がないことに気づいていない。ジオルドと平民のマリアの仲が進展していくことに焦り、最終的に陰謀を張り巡らすが、ハッピーエンドではそれをジオルドに暴かれ「国外追放」となる。一方のバッドエンドもジオルドに剣で斬られ「死亡」する。キースルートでも「国外追放」か「死亡」になる。アランルートやニコルルートではライバルキャラが変わり、ほとんど未登場だという。
当初はゲームの設定通り、家柄と親の溺愛から我儘かつ高慢な性格として育ち、8歳の時に同い年の第三王子ジオルドに王宮を案内されている際に転倒して額に小さな傷を負い、これに責任を感じた彼から婚約を申し込まれる。しかし、先述の通り、この際に前世の記憶が蘇っており、その後は「破滅フラグ」を回避するべく行動を起こす。特に土の魔法の訓練と称して始めた農業は国外追放エンドを迎えた場合の保険としても重視し、熱心に行って生き甲斐となっており、カタリナの奇行（貴族が花園を自ら手入れすることはあっても、貴族、特に令嬢が畑を耕すのは普通はありえない。）の最たるものとなっている。また、ジオルドに斬られての死亡エンドの回避として彼が苦手なヘビのオモチャを懐に忍ばせたり、前世で「野猿」とまで評された木登りなど、予測不可能な奇行で周りを戸惑わせる。逆に貴族令嬢としての嗜みやマナーは杜撰で食べ物、特に大好きなお菓子絡みではしたない態度を見せることが多々あり、母によく激怒されている。
ジオルドを始めとする攻略対象の4人の男性キャラの他、ライバルキャラのメアリやソフィアといった女性キャラとも幼少時から知り合う。「天性の人タラシ」や、ゲームの知識によって無意識に彼ら彼女らのトラウマやコンプレックスを解消したことで（同性のメアリやソフィアを含んで）強い好意を抱かれ、あからさまなアプローチや周りの静かな争いも多いが、前世の容姿が恵まれていなかったことや悪役であるカタリナが好かれるはずがないという思い込みからこれらには非常に鈍感。さらに魔法学園入学後には、ゲーム主人公マリアからも同様に強い好意を抱かれる。また、本来であればゲーム開始時点で彼らにあった悩みや人間性の問題すら解決してしまっており、これは両親や使用人、王子4兄弟など、他の人間関係も同じで、本来であれば険悪であったものもすべて未然に解決している。マリアの母など、魔法学園入学後に解決したものも多い。
前世における本名は不明。やんちゃで、木登りが得意であったことから「野猿」とあだ名されていた。中学以来の親友である敦子（あっちゃん）と出会い、小説やゲームなど内向的な趣味も持つようになる。敦子の影響で『FORTUNE・LOVER』をプレイし、敦子から攻略情報を教わるが、ネタバレを避けていたため曖昧な部分も多い。ジオルドルートを攻略した翌朝、家から学校へ向かう途中で事故に遭い死亡する。
ポチ
声 - 内田真礼
闇の使い魔。外見は仔犬。第4巻より登場。
キース誘拐事件において、偶然儀式を乗っ取ったカタリナが手に入れた闇の使い魔。見た目や仕草は普通の黒い仔犬だが、闇の使い魔は通常の生物と契約する使い魔とは異なり純粋な魔力の塊であるため、餌やフンといった世話を必要とせず、普段は主人カタリナの影に潜む。彼女から離れることも好まず、一定以上離れると影の状態に姿が変わって主人の傍に戻る。基本的にカタリナの命令に忠実だが稀に勝手に影から飛び出して勝手に行動することがある。第6巻では主人を守るため巨大な狼となってドラゴンを倒す。後に『II』の世界において、復活したカタリナは闇の使い魔の狼を使役してマリアに復讐しようとしていることが判明する。
闇の使い魔に決まった外見は存在せず、主人の思考で自在に変化する。黒い子犬の姿なのはカタリナが儀式の途中で「犬だったらいいのに」と呟いたため。
サラによれば闇の使い魔を使役すると生命力を吸われて衰弱するはずだが、カタリナはまったくそのような悪影響がない。

### 『FORTUNE・LOVER』の重要キャラクターに相当する人物
乙女ゲーム『FORTUNE・LOVER』の主人公・攻略対象キャラ・ライバルキャラといった登場人物たち。
マリア・キャンベル（Maria Campbell）
声 - 早見沙織
乙女ゲーム『FORTUNE・LOVER』の主人公。魔力は光。誕生日は9月10日。
穏やかで謙虚な性格の美少女。平民の出身ながら国で希少な光の魔力を持ち、学業にも優れる才女。『FORTUNE・LOVER』の主人公であり、当初はゲーム通りに貴族令嬢らのイジメに遭うが、本来はイジメる側であったカタリナに助けられる。さらには後述する過去のトラウマも彼女に救われる形となって、いつまでも一緒にいたいと強く慕うようになる。登場はゲーム開始時点の時間軸となる15歳の魔法学園入学からで、カタリナを中心に幼少時から互いに親しかった主要人物たちの中では新参だが、カタリナを通して身分違いの隔てなくその輪の中に加わる。
ゲーム上の設定では、平民ながら特例で魔法学園に入学することになるが、その才能などを妬む貴族の子弟や令嬢らからいじめを受ける。やがて攻略対象の4人の内の誰かと恋に落ちルートが確定するが、さらにそれには各ルートごとにハッピーエンドとバッドエンドがある。ただし、バッドエンドでも作中でわかっているのは失恋や想い人との生き別れ程度で、カタリナのような悲惨な目ではない（隠しルートのみ死がある）。また、各ルートではその聖女のような性格で、トラウマを抱えた攻略対象たちを癒し、人間的に成長させる。
その来歴は町の郊外にて優しい両親と暮らしていたが5歳の時に光の魔力を発現する。周りから切望されると同時に、母（声 - 久川綾）が貴族と不貞を働いた子ではないかと疑われ、後ろ指を指されることに耐えられなくなった父は家を出てしまい、同級生からも遠巻きにされるようになった。それでもいい子にしていれば変わってしまった関係を元に戻せると努力し、勉強や家事に秀でるようになるが少なくとも魔法学園入学までは何も変わらなかった。特に趣味のお菓子作りも、同級生に無視され止めてしまう。
物語上にはゲームの開始時点となるカタリナ15歳の時の魔法学園入学から登場する。当初はゲームと同じく孤独に過ごし、時に虐めを受けるという学園生活を送っていたが、それらをカタリナに助けてもらう（本来はカタリナがイジメの当事者で、それを各ルートの攻略対象者が助ける）。さらにカタリナが励ますためにゲームの知識から、マリアが努力家であることや、お菓子作りが趣味であることなどを言い当て、友達になろうと声を掛けられたために、これを受けて心底慕うようになる。またカタリナを通すことで彼女の友人たちとも親しくなる。破滅フラグを回避したいカタリナからは、恋愛の進行状況確認のため、意中の相手はいないかと聞かれるが「カタリナ様をお慕いしています」としか答えず、意図的にはぐらかしている可能性を疑われて彼女を悩ませる。もっぱら、カタリナのそばにいることと、自分が作ったお菓子を彼女に食べてもらうことに強い幸福を感じている。
学園卒業後はジオルドの妻として王族となるであろうカタリナの近くに少しでもいたいという希望から王族に次ぐ地位がある魔法省に入ることを決める。のちカタリナ自身も、自分の思惑から魔法省入省を希望したことで、共に働けることを強く喜ぶ。
アレクサンダー
声 - 内田真礼
熊のぬいぐるみ型の魔法道具。第4巻より登場。
ラーナが人探し用に開発した魔法道具。町で見掛けた可愛い熊の人形を改造したと良い、生きているように自立して動く。名前のアレクサンダーはラーナの命名。ラーナやマリアには可愛いく見えるが、カタリナからはどう見てもブサイクで生意気に見える上に、自分に敵意があるようにも見える。一方でマリアに懐くような態度を取っており、キース誘拐事件で活躍後に、特例で彼女がもらい受ける。
本来はジェフリーが弟たちの居場所を把握するためにラーナに製作を依頼したものであった。
ジオルド・スティアート（Geordo Stuart）
声 - 蒼井翔太、瀬戸麻沙美（幼少期）
ソルシエ王国の第三王子。アランの双子の兄。ゲームの攻略対象の1人。魔力は火。誕生日は8月20日。
金髪碧眼で、常に爽やかな笑顔で王子らしい気品を持つ美少年（美青年）。そうした容姿に加えて、学問・剣術とあらゆる才能に溢れ、大抵の物事を卒なくこなすために、三男かつ8歳にして王位を継ぐ可能性も期待されている。後述の経緯からカタリナに婚約を申し出るが、前世の記憶を取り戻して性格が大きく変わった彼女にゲームの設定とは反対に強い興味を抱くようになり、婚約者という立場からカタリナに頻繁にアプローチする。唯一の弱点としてヘビが苦手。
ゲーム上の設定は王子らしい笑顔と気品を持つ表の顔とは裏腹に腹黒でドSな性格の青年（いわゆる腹黒王子系）。幼少時より何でもできる才人であったために退屈して周りに興味を失い、王子という立場とその器用さからそれに相応しい人柄を演じ続けていた。ゲーム上でも8歳の時に傷の責任としてカタリナと婚約するが、我儘な彼女を好いてはおらず、言い寄ってくる女性に対して既に婚約者がいると述べて拒絶する防波堤の役割を期待したものであった。ジオルドルートではマリアとの出会いによって人間的に成長し、上辺だけのカタリナと関係に悩むようになる。カタリナでの項の説明の通り、ハッピーエンドでカタリナが国外追放されてマリアと結ばれ、バッドエンドはカタリナを剣で殺して国を出奔する。
物語上には冒頭より登場し、王宮にやってきた同い年のカタリナをエスコートする。内心では我侭で高慢な令嬢と疎んじていたが、頭を打って性格が変わった（前世の記憶を取り戻した）カタリナが、傷を全く気にしないことに驚き、生まれて初めて自分以外の人間に興味を抱くようになる。ゲームと同じく責任を取る形で婚約するが、これを口実に三日と開けずにクラエス邸を頻繁に訪れ、彼女との会話や予想外の行動を楽しみ、本気で愛する。このため、本来はマリアとの出会いによって成長する人間性もカタリナとの出会いで解決している。婚約者という立場で他のライバルたちより優位に立とうとしているが、幼少時から弟という立場で彼女から離れないキースの妨害をよく受ける。また、自分の恋に気づかないどころか、未だに防波堤代わりに婚約者にしていると勘違いしているカタリナからは他に好きな人ができたらいつでも自分を捨てて婚約解消をしていいと切り出されることにも悩んでいる。一方でジオルドがカタリナを熱愛していることは周知の事実であり、マーシャのエピソードなど、カタリナを貶めようとする者には容赦がないことでも恐れられる。
キース・クラエス（Keith Claes）
声 - 柿原徹也、雨宮天（幼少期）
クラエス公爵家の跡継ぎ（養子）。カタリナの義弟。ゲームの攻略対象の1人。魔力は土。
青い瞳とややクセのある亜麻色の髪を持つ色気溢れる美少年（美青年）。生まれはクラエス公爵家分家の庶子だが、後述の経緯からカタリナ8歳の時に公爵家に跡継ぎとして引き取られる。カタリナと同い年だが、誕生日が遅いため彼女の弟にされる。学問・魔力と共に優れ、公爵家の跡取りとして遜色がなく、公爵夫妻からは実子のカタリナよりも信頼される。幼少時にトラウマを解消してもらい、義姉カタリナに恋心を抱くようになるが、姉想いの弟としか見られていないことに悶々とした日々をおくる。
生まれはクラエス公爵家の分家にあたるコールマン子爵家当主と娼婦の間に生まれた庶子で、子爵家にて異母兄らと育てられる。義母や異母兄たちからイジメを受けて孤立していた上に、自分では制御できないほどの強い魔力を発現して兄達をケガさせ、ますます孤立していた。若い頃は同じく色男として知られた養父ルイジに似ているがゆえに、実は彼の隠し子ではないかとも噂されている。
ゲーム上の設定は溢れる色気を放ちながら見境なく女性に声をかけて浮名を流す軟派な青年（いわゆるチャラ男系）。上記の出自の上に公爵家に引き取られた後も、ルイジの隠し子という噂によって義母ミリディアナや義姉カタリナから冷遇されて育つ。誰にも愛されず自室に引きこもり、孤独に成長した結果として、愛されることを求めて上記のような軟派な性格となり、キースルートではマリアによって本当の愛を知り成長することになっている。このルートでもライバルキャラはカタリナとなり、由緒ある公爵家に平民の血を入れたくない彼女がマリアを妨害するようになるが、ジオルドルートと同じくカタリナには「国外追放」か「死亡」の破滅が待つ。
物語上にはカタリナとジオルドの出会い後、一人娘が王族に嫁ぐ可能性と、その魔力の高さを見込まれて跡継ぎとしてクラエス家に引き取られたという形で登場する。上記の出自ゆえに義姉カタリナにもイジメられるのではないかと怯えていたが、破滅フラグを回避するため彼を孤独にさせないため、むしろ弟が出来たと喜ぶ彼女に大事にされる。自分の身を本気で心配してくれる上に、自分が作った巨大な土人形が誤って彼女を傷つけてしまった時には罪悪感から再び引きこもろうとするものの、そうした弟の態度を許さず、むしろ自分が悪かったと謝る彼女によって完全に心を開く。このため形式上は姉弟という関係ながら、本気でカタリナを愛している。また、トラウマも完全に解消し、ゲーム開始となる15歳の時には公爵家の跡取りとして申し分ない紳士的かつ真面目で優しい性格で、学業にも秀でた青年に成長している。一方で早い段階で愛されることに満足していたため、ゲームの設定とは正反対に女性には奥手になっている。
弟という立場のために他のライバル達よりもカタリナと一緒にいることが多く、キース自身も意図的にその立場を利用して、他のライバル達の妨害をしようとしている。特に婚約者という立場で近づくジオルドと水面下で争うことが多い。一方で、カタリナからは単純に姉離れができない弟と見なされている上に、さらにライバルが増える現場に居合わせやすいということでもあり、心労が絶えない。また、義両親たちからは幼少時よりお転婆なカタリナよりも信頼されており、彼女のお目付役を頼まれ、自ら進んで義姉を守る役割を引き受けている。加えて、ジオルドとカタリナの婚約を破棄させようと義母とともに奮闘している。
アラン・スティアート（Alan Stuart）
声 - 鈴木達央 / 伊藤雄貴（ゲーム特典ドラマCD）、田村睦心（幼少期）
ソルシエ王国の第四王子でジオルドの双子の弟。メアリの婚約者。ゲームの攻略対象の1人。魔力は水。誕生日は8月20日（ジオルドと同じ）。
銀髪碧眼で野性味のある美形の美少年（美青年）。負けず嫌いでやんちゃな性格だが、5歳になるまでは非常に病弱だった。学問・剣術と能力は高いが何でも完璧にこなす双子の兄ジオルドには一歩及ばず、周りから何かと完璧な兄と比較されて引け目を感じ、自分が勝るものは何一つないと卑屈になってしまう。しかし、後に「音楽の神の申し子」と称されるほどの天才的な音楽の才能を持ち、ピアノもヴァイオリンもこなす。見た目こそ野生的だが、王族らしい常識人であり、カタリナへの恋愛感情を自覚した後も兄の婚約者として一歩引いた態度を取る。
ゲーム上の設定は末っ子気質でやや甘えん坊な面もある、プライドが高い王子（いわゆる俺様系王子）。上記の通り、幼少時から完璧な兄ジオルドと比較され続けた結果、それがコンプレックスとなってひねくれた性格となり、兄への強いライバル意識と劣等感を持つ。ゲーム開始時点では音楽の才能にも気づいていない。学術テストでは兄（1位）はおろか平民のマリア（2位）にも負けたことに強いショックを受けて彼女もライバル視して執着するようになるが、やがて彼女との出会いと交流によって兄へのコンプレックスを解消した上、さらに音楽の才能も開花させるという展開になる。アランルートでは婚約者のメアリがライバルキャラとなり、カタリナはほぼ関与せず登場しない。ただし、ハッピーでもバッドでもメアリの処遇がジオルドやキースルートのカタリナと全く異なる（詳しくはメアリの項を参照）。
物語上にはカタリナ9歳の時に、クラエス公爵家に乗り込んでくる形で登場する。婚約者となったメアリに会いに行くも「緑の手」のエピソードをカタリナに奪われる形となった上に、彼女がカタリナの事しか話さず、自分より優先するために、興味と敵愾心を抱かれたというものであった。そこで何度もカタリナと木登り勝負をすることになって悪友のような関係となり、さらには人には向き不向きがあると諭されたことや、兄ジオルドにも苦手な物があると知ってコンプレックスを克服する。このため、ゲームの設定に反して兄弟仲も良い上に、音楽の才能から演奏会も定期的に開いて高い人気を博す。カタリナに惹かれつつも、メアリの差し金もあって魔法学園入学後もその恋愛感情は自覚していなかったが、最終的には2巻の終盤において、「闇の魔力」によって眠らされた彼女の無事を願う中でそれを自覚する。しかし、常識人として彼女が兄の婚約者であることから躊躇いがあることでジオルドやキース、メアリほど積極的に出られない。むしろ、抜け駆けしないようにジオルドの監視を頼まれるなど、メアリに良いように使われている面もある。
ニコル・アスカルト（Nicol Ascart）
声 - 松岡禎丞、M・A・O（幼少期）
アスカルト伯爵家（ソルシエ王国宰相）の長男。ゲームの攻略対象の1人。年齢はカタリナらより1歳年上。魔力は風。
黒髪で人形のように美しい見た目を持ち、老若男女問わず魅了する美少年（美青年）。作中のロマンス小説に由来して「魅惑の伯爵」とも称されるが、一方で表情に乏しく無口でゲームでは「鉄面皮」とも称される。学問も優秀で宰相である父の後継者としても申し分ない。自慢の両親と可愛い妹ソフィアに囲まれ、自分は幸せだと思っており、それを唯一理解してくれたカタリナに恋心を抱くようになる。しかし、常識人であるがゆえに幼馴染（ジオルド）の婚約者であるカタリナとのこれ以上の関係は諦めている（むしろ妹ソフィアの方がカタリナとニコルをくっつけようと積極的に動く）。魔法学園では副生徒会長としてカタリナら後輩たちの面倒を見る。
ゲーム上の設定は前世のカタリナがニコルルートを未体験のため語られることは無く、基本設定以外はほぼ不明。4人の攻略対象キャラの中で一番の常識人だが、口数が少ないため近寄りがたい存在。また重度のシスコンで妹ソフィアがライバルキャラとなり、アランルートと同様カタリナはほぼ関与しない。
物語上ではカタリナが10歳の時にジオルドとアランが主催した王宮のお茶会に登場する。先述のようにニコル自身は自慢の家族に囲まれて幸福を感じているが、父への妬みなど含めて妹ソフィアの容姿が呪われたものと周りから噂され、さらに、それを悪意のない哀れみや同情されることに強い不満を抱えていた。その中で、ソフィアの容姿を気にせず、友人となってくれたカタリナに興味を持つようになる。さらには自宅（伯爵邸）に招待されたカタリナから、家族を褒められた上に「ニコル様は本当に幸せ者ですわね」と初めて赤の他人から心中を理解してもらったことで彼女に好意を抱くようになる。上記の通り、常識人であることと感情表現が苦手なことからカタリナに目立ったアプローチはしないが、妹ソフィアの差し金で他のライバル達を出し抜くことがある。また、後に両親が略奪婚であったと知り、引かないことを決意する（第5巻）。
その老若男女問わず魅了する美貌で意図せず周りに迷惑をかけており、たまに見せる微笑みを見た者は男でも腰砕けになってしまう。また、カタリナ達の入学時、生徒会の2年が生徒会長のシリウス（ラファエル）と副会長のニコルだけだったのは、ニコルを巡って人間関係が壊れてしまったからだという。
メアリ・ハント（Mary Hunt）
声 - 岡咲美保
ハント侯爵家の令嬢（4姉妹の四女）。アランの婚約者。アランルートにおけるライバルキャラ。魔力は水。誕生日は11月4日。
赤褐色の髪と瞳が特徴の美少女。姉妹の中で唯一後妻の子であり、3人の異母姉とは容姿はあまり似ていない。その出自のため姉たちに疎まれて気弱でオドオドとした性格となる。社交性も低く、侯爵邸の中庭で一人園芸をするようになるものの、これに才能を発揮し、幼くして美しい花園を作る。しかし、後述するカタリナとの出会いによって彼女に惚れ込み、それに相応しい令嬢になろうと努力を積み重ねるにつれて、社交界の華とまで言われるようになる。強かで頭も良く、魔力も高い。
ゲーム上での設定はアランルートでのライバルキャラ。幼少時に園芸の才能をアランから「緑の手」と評されたことで彼に惚れ込み、王子である彼の婚約者にふさわしい淑女になろうと努力して堂々とした完璧な令嬢に成長する。ゲーム本編では主人公の恋路を阻む役回りではあるものの、ジオルドやキースルートのカタリナとは異なって、貴族令嬢として正々堂々としたものであり、ハッピーエンドでは自ら身を引いてマリアとアランを祝福し、バッドエンドではアランと添い遂げる。
物語上はカタリナがクラエス公爵家の親戚にあたるハント侯爵家のお茶会にやってきた彼女と出会う形で登場する。中庭で孤独に過ごしていたところ、彼女から園芸の趣味を知られ、その才能を「緑の手」と褒めたたえられる。さらにはカタリナの菜園の園芸指導を頼まれたことで頻繁にクラエス公爵家に通うことになり、親友の間柄となる。9歳の時にアランとの婚約が決まるものの、「緑の手」のエピソードをカナリナが奪ってしまったためカタリナとお揃いの王子の婚約者になれたくらいにしか思っておらず、むしろ同性の彼女に強い恋愛感情を抱く。先述のように彼女に相応しい令嬢になろうと努力した結果、社交界の華と言われるまでになり、彼女と踊りたいがために社交ダンスの男性パートもこなす。婚約者のアランに対しての恋愛感情は無く、むしろ彼がカタリナへの恋愛感情を自覚しないように策謀したり、ジオルドにカタリナを独り占めされないように彼を見張るように仕向ける。基本的には様々な策を用いて、キースと共にジオルドのアプローチを妨害する役回りであり、カタリナに対しても正式にジオルドの妻となって王族となることは大変だと吹き込んで尻込みさせるなど、ゲームの設定に反した欲望に忠実かつかなり腹黒い性格になっている。可能なら、カタリナとどこか遠い地方に逃げて二人きりで暮らしたいと思っている。
ソフィア・アスカルト（Sophia Ascart）
声 - 水瀬いのり
アスカルト伯爵家（ソルシエ王国宰相）の長女。ニコルの妹。ニコルルートにおけるライバルキャラ。魔力は風。
絹のような真っ白な髪と肌、赤い目をもつ絶世の美少女。その容姿から「呪われた子」などと呼ばれるために、他者に恐怖感じる、かつ自分に自信がなく、家に引きこもり、ロマンス小説を愛読する大人しい性格。兄を敬愛しており、彼のわずかな表情の違いも理解できる。後述の経緯からカタリナと親友関係となり、彼女からは前世でも一緒にオタク仲間になっただろうと評される。この出会いによって性格も明るくなり、成長後も学園で普通に過ごせている。
ゲーム上での設定はニコルルートでのライバルキャラという以外は前世のカタリナがニコルルートを未体験のため、基本設定以外はほぼ不明。ニコルルートを攻略するにはまずソフィアを味方につける必要があるという。
物語上では10歳の時に両親より人前に出る練習として同い年の子が集まるお茶会に出席させられる。兄とはぐれたところを、他の子たちからイジメられていたところを偶然カタリナに助けられた上に、自信のなかった自分の容姿を気味悪がらないどころか褒められ、さらにはロマンス小説という共通の趣味を持っていることがわかって親友の間柄となる。兄ニコルのカタリナに対する恋愛感情を察知していること、また兄が彼女と結婚すれば義妹として一緒にいられることから、これを応援している。様々なお膳立て以外にも、事あるごとに彼女に兄の良さを語るなどしているが、彼女からは兄想いの妹としか思われていない。また、可能なら百合もののロマンス小説のように、自分がカタリナと恋愛をしたいとも思っている。
実はカタリナの生前の親友・佐々木敦子が転生した姿。しかしカタリナと違い前世の記憶は無いため、カタリナもソフィア本人も気づいていない。
佐々木 敦子（ささき あつこ）
声 - 水瀬いのり
ソフィアの前世。カタリナの前世と同じ世界（21世紀の日本）で生活をしていた少女。ソフィアと敦子は別人格として存在しているようである。ふとしたことで親友になった女子生徒（カタリナの前世）の事を心から大事に思っており、彼女が急死した事に生涯深い後悔の念を抱き、望むのなら再び会いたいと願っていた。彼女からは「あっちゃん」と慕われていた。
シリウス・ディーク（Sirius Dieke） / ラファエル・ウォルト（Raphael Walt）
声 - 増田俊樹、日笠陽子（幼少期）
ディーク侯爵家の一人息子。生徒会長。カタリナの1歳年上。魔力は風。
鮮やかな赤毛と灰色の瞳が特徴で、子犬のような愛らしい雰囲気を持つ美少年。学問も魔力もトップの成績優秀者で生徒会長を務めている。アスカルト伯爵家とは遠縁のため、幼少時より同い年のニコルと面識がある。貴族の子弟にしては、お茶を淹れるのが非常に上手く、特例で生徒会に入ってきたカタリナによく振る舞い、彼女から「優しい味」と褒められる。
ゲーム上での設定はカタリナの認識では脇役だったが、存在感がある。実は4ルート攻略後に登場する隠し攻略キャラで闇の魔力を持つ復讐者。バッドエンドではマリアを始めとして、攻略対象者など関係者全員が死んでしまうという。
本名はラファエル・ウォルトで、ディーク侯爵家の当主である父が手をつけたメイドの母（声 - 園崎未恵）から生まれた私生児（平民）。本物のシリウスは異母兄で嫡嗣。幼少より、父から離れて母子家庭で育ち、貧しい生活ながら、淹れたお茶を母から「優しい味」と褒められることを嬉しく思っていた。そんなある日、病弱で瀕死の本物のシリウスを助けたい侯爵夫人が、闇の儀式に手を出し、シリウスの記憶と人格をラファエルの健康な身体に上書きし、そのために必要な生贄としてラファエルの母を殺す。表向きは術に成功したように見えたが、人格は上書きされなかった上に闇の魔力を得て、母の仇をとって欲しいという遺言のために、シリウスの振りをしていずれ公爵夫人に復讐することを企んでいた。
カタリナの善性や母と同じ「優しい味」の言葉に心を乱され、復讐心が和らぐことに危機意識を持つ。そこで彼女を偽善者だと半ば強迫観念で信じ込み、闇の魔力による人心操作で自分でも成算が低いと思っている策謀を起こす。しかし、これがきっかけで闇の魔力を感知できるマリアに正体がバレて彼女を監禁したり、勘付いたカタリナには闇の魔力で永遠に眠る状態にしてしまう。ソフィアに宿っていた親友・佐々木敦子の意思で目が覚めたカタリナに追い詰められるが、彼女が自分を責めないどころか自分の苦しさに共感を示したこと、さらに闇の魔力の意思で改竄されていた本当の母の遺言の記憶を取り戻し、自らの意思で闇の魔力を浄化する。カタリナのそばに許される限り一緒にいたいと思っている。
騒動後は罪を償うためとして学園を退学し、当局に通報する。その後はラーナの部下として魔法省で働く。のち、魔法省に入省して同じ部署の後輩となったカタリナには、闇の魔力の先達としてその操作方法などを教える。

### 『FORTUNE・LOVER II』の重要キャラクターに相当する人物
第6巻以降の舞台となる『FORTUNE・LOVER II』及び魔法省の主要人物（ただし、ソラのみ第3巻より登場）。
ソラ・スミス（Sola Smith） / ルーファス・ブロード（Rufus Brode）
声 - 鳥海浩輔、三瓶由布子（幼少期）
バーグ公爵家執事。のち魔法省職員（魔法道具研究室）。『II』の攻略対象の1人。第3巻より登場。
空色の髪と瞳を持ち、泣きボクロがある整った顔立ちに背の高い美青年。登場時はルーファス・ブロードとして礼儀正しい紳士然とした青年執事として振る舞うが、実はスラム出身で本性はサバサバとした気さくな男。スラムの孤児であった少年時代からまったく自分の人生を悲観しておらず、自分の力量でどこででも生きていると考えている。第3巻における事件の実行犯であったが、紆余曲折を経て魔法省職員となり、後に同じく魔法省に入省したカタリナやマリアの同僚となる。また第6巻において魔法省を舞台とした『FORTUNE・LOVER II』の攻略キャラの1人だと判明する。
元は異国（エテェネル）のスラムで生活する孤児の少年で特定の名前もなかった。ある日、そのスラムである青年と出会い、彼から瞳の色に由来して「ソラ」と呼ばれるようになり、また生き様をカッコいいと評されて、彼を慕うようになる。その後、病気になった彼を助けようとヘマをして人買いに捕まり、最終的にソルシエ王国の貴族デービッド・メイスンに買われる。そこで魔法の実験体にされ、闇の魔力を得たという過去を持つ。
物語には第3巻における第二王子イアンの婚約セリーナ・バーグが引き起こしたカタリナ誘拐事件の真の実行犯として登場する。表向きはセリーナの忠実な執事として誘拐事件を仕切るが、実際にはセリーナのコンプレックスを刺激し、また闇の魔力を使うことで彼女を操って事件を引き起こさせていた。そもそもは真の主であるメイスンが、有力者の第二王子イアンと第三王子ジオルドの失脚を目論んでバーグ公爵家に仕えさせたものであり、メイスンの命令に従ったものであった。その中で誘拐されたにも関わらず動じないカタリナに興味を示し、そのまま誑し込まれてしまう。その後、大人しく逮捕されると上手く立ち回って収監は免れ、希少な闇の魔力の所持者であることからラーナ預かりとして見習い魔法省職員となる。その際に名前を「ソラ・スミス」とする（スミスはラーナが適当に自分と同じ姓を付けたもの）。第6巻以降はカタリナやマリアと同期扱いの魔法省職員となり、カタリナにアプローチをかけるが気づかれない。照れ隠しのために、しばしばカタリナの髪をクシャクシャと撫でる。彼女から貰った互いの眼の色（水色と空色）のブローチを大事にしている。
サイラス・ランチェスター（Cyrus Ranchester）
魔法省の魔力・魔法研究室の部署長。マリアの上司。ランチェスター伯爵家次男。『II』の攻略対象の1人。
知的でクールな美青年。性格は真面目で堅物であり、女性にも手厳しい。有力貴族の出身といわれ、その能力で若くして魔法省の部署長の地位まで上りつめる。しかし、実態は後述する出自から貴族とは名ばかりの半農民の田舎者であり、素の自分を隠すため必要以上に堅物となっていた。女性にも厳しいのではなく単に魔法学園入学まで年頃の女性と接したことがなく免疫がないだけであった。隠れ趣味の畑がカタリナにバレたことから彼女と打ち解け、彼女を通して部下のマリアに好意を向けるようになる。他国と国境を接する辺境の貴族ゆえに武術に優れ、無手でも複数人相手に難なく倒す戦闘技術も持つ。
家は爵位こそ伯爵だが実態は辺境の名ばかり貴族で、領民と農業に精を出していたという過去を持つ。10歳の時に魔力が発現したことで魔法学園に入学することになり、社交など含めて独学で勉強し、家族の期待を一身に背負って田舎者と馬鹿にされないために本来の自分を隠してかなり取り繕うようになる。卒業後も地元の家族の家計を支えるため魔法省に入省し、若くして出世するが、今さら素の自分をさらけ出せるわけもなく、自分を偽ることに強いストレスを抱えるようになっていた。
ストレス発散のため魔法省の広い敷地の一角に隠し畑を作っていたところ偶然からカタリナに発見され、同じ農業趣味で意気投合する。そして地元のばぁちゃん達に似て話しやすいとしてカタリナには訛りも出るような素で接するようになる。本心では部下のマリアに好意を抱くも接し方がわからず戸惑っていたところを『II』の破滅フラグを回避したいカタリナから間を取り持たれ、マリアとも打ち解けるようになる。
デューイ・パーシー（Dewey Percy）
魔法省職員。マリアの同僚。『II』の攻略対象の1人。
オレンジ色の髪の小柄な美少年。マリアと同じ街出身の平民で魔力を持たないが、試験によって13歳で魔法省入省を果たした天才少年。外見は年相応の背丈で可愛さがあるがプライドが高く、後述の理由から当初は同期のカタリナやマリアにも反発していた。しかし、狸捕獲任務を経て2人に懐くようになると目に見えて嬉しそうに振る舞い、カタリナからは仔犬の様に可愛いと評される。また一連の経緯を通してマリアに好意を抱く。
かなりの貧乏で学校にも満足に通えなかった家の生まれ。周囲を見返すために努力を重ねた結果、飛び級を重ねて、魔力もないのに史上最年少の13歳で魔法省入省を果たす。このため、貴族の道楽で特例で入省したと噂される公爵家令嬢のカタリナを毛嫌いし、さらには光の魔力が発現して運が良かっただけと見なすマリアにも反発する。しかし、魔法省での狸捕獲任務において（多少の勘違いもあるが）カタリナとマリアを見直し、一転して2人に懐くようになる。特にマリアに恋をしており、『II』の破滅フラグを回避したいカタリナから応援されている。

### クラエス公爵家
ミリディアナ・クラエス（Millidiana Claes）
声 - 平松晶子
クラエス公爵夫人。カタリナの母親でキースの義母。旧名はミリディアナ・アデス。
およそ貴族令嬢らしからぬ娘カタリナを厳しく叱る怖い母親。美人だが、カタリナの鋭い目つきと悪役顔の特徴を持つ。ゲーム内（本来の性格）は子供を叱れない気弱な母親だったが、カタリナの貴族らしからぬ奇行に頭を悩ませているうちに娘を強く叱る厳しい母親となり、カタリナが顕著に恐れる一人となる。またゲームではキースの隠し子疑惑からルイジと不仲になるが、これもカタリナの存在で解消され、ゲーム本編にあたる時間軸上でも夫と仲慎ましい。
アデス公爵家令嬢（次女）という出自で、その容姿から自分に自信がなく、婚期が遅れていた。その中でお見合いしたルイジに一目惚れしプロポーズを受け喜ぶものの、女性に困らない貴公子のルイジが自分を選んだ目的がアデス公爵家にあると内心で不安に思っていた。これも上記のゲームにおけるルイジとの不仲の原因であったが、カタリナによって互いの本音を知り、悩みを解消している。
ルイジ・クラエス（Luigi Claes）
声 - 横山拓人
クラエス公爵家の現当主。カタリナの父親でキースの義父。
娘カタリナを溺愛し、高慢かつ我儘という本来の彼女の性格を形作った駄目な父親。しかし、公爵としては立派な人物であり、跡継ぎとして引き取った養子キースに公正に接したり、シェリー男爵が持ってきた使用人アンの見合い話の実態を知って怒るなどしている。8歳以降のカタリナにも甘やかすきらいはあるものの、貴族令嬢らしからぬ成長にはしばしば自分の溺愛が原因だと後悔している。
若い頃はキースのように色気に溢れた美青年で独身令嬢から人気が高く、中々一人の女性に定めず浮名を流す。これはルイジの女性の好みがきつめの顔（カタリナの言うところの悪役顔）だったためであり、ミリディアナとの見合いで彼女に一目惚れし、即結婚を申し込んだという経緯がある。そんな母の顔の特徴が遺伝したため、自分も溺愛されているとカタリナは推測している。
アン・シェリー（Anne Shelley）
声 - 和氣あず未
クラエス公爵家のメイドで、カタリナの専属。本編開始時で16歳。誕生日は10月14日。
メイドらしいお淑やかな女性。カタリナの予測不能な行動に困惑しつつも、貴族にありがちな使用人を道具のように扱わないところに好感を持つ。カタリナが前世の記憶を取り戻す少し前に彼女の専属メイドとなるが、当時の我儘で高慢な彼女を良く思っておらず、しかし、メイドとして心を殺し道具に徹しようと思っていた。魔法学園に入学するにあたっても、カタリナから専属メイドに指名され謹んで受ける。その役目上、カタリナと接する人間を観察する機会が多いため、彼女を恋慕している人間を知っている。
生まれはクラエス家の遠縁・シェリー男爵とそのメイドとの間に生まれた私生児。メイドとして仕える前に火事で母を亡くし、自身も腕や背中にやけどを負っている。娘を自分の出世のための道具としか思っていない父からは火傷によって傷物と見なされ、縁談に使えなくなったとして見放される。このため若くしてメイドとなる道を選んだり、自らを道具と見なす思考となった。その後、カタリナとの生活に幸福を感じる中で父が縁談を持ち込むが、相手が評判の悪い人物であったことや、これからもカタリナの傍にいたいという思い、さらにカタリナ自身が直接男爵に抗議してアンが自分に必要であると主張したことから断る。
トム・ウィズリー（Tom Wisley）
声 - 前田雄
クラエス公爵家の庭師。
先代当主（ルイジ・クラエスの父）の代から仕えている古株の使用人で、口下手で他人と付き合うのが苦手な老人。元々は貧しい田舎の村の出身で、物心つく前に奉公に出され各地を転々としてきたが、コミュニケーションが苦手なことからトラブルが絶えなかった。その中で先代当主に庭師の腕前を見込まれ、専属庭師として雇われる。当主とは友人の間柄と言えるほどに親しかったが、彼が亡くなると無為に日々を過ごすようになり、早く友の元へ行きたいと願うようになっていた。その中で、身分差を意識せず誰に対しても分け隔てなく接する気さくな人柄のカタリナと出会い、彼女に先代当主の面影を見出し、生きる希望を取り戻す。庭師としてカタリナの畑に助言する以外にも、ジオルドを驚かすヘビのおもちゃの改良も手伝う。
ジョアナ（Joana）
声 - 佐藤美夢
クラエス公爵家のメイド頭（アニメではメイド長）。
器量が悪く人付き合いの苦手な女性。職務に厳しいため、同僚との仲もよくない。出身は商家の三姉妹の三女であったが、元々きつい顔立ちで、物言いもきつく聞こえてしまうことも災いし、恋人はおろか友達すら満足に作れなかったため、早々に結婚を諦め16歳でクラエス公爵家にメイドとして仕え始める。それから約10年後にメイド頭へ出世を遂げるが、若年だと舐められないようそれまで以上に厳しく仕事に熱中する。お菓子作りが得意でしばしば自分用に作っていたものをカタリナに知られ、菓子屋のものではない良さを気に入られる。そこからカタリナがお菓子を他の人たちにも勧めたことによって、結果的に庭師の青年と縁を持つことになり、結婚に至ることになる。

### スティアート王家
物語の舞台となるソルシエ王国の王族。
ジェフリー・スティアート（Geoffrey Stuart）
声 - 子安武人、斎賀みつき（幼少期）
ソルシエ王国第一王子。ジオルドとアランの長兄。
銀髪碧眼の美青年。王族らしくない適度に気さくでフランクな性格をしており、遊び人気質にありがちな、どこか抜けた緩い独特な雰囲気を持つ。一方で王子としては優秀であり、国政の一部も担っている。そのため表裏があり、強い野心がありそうに見えるが、実は極度のブラコンであり、3人の弟達を溺愛している。執務室に3人の弟達の大型肖像画パネルを飾り、朝昼晩と日々それらに弟達の可愛さに絶叫しながら頬ずりすることを日課としており、それを知る数少ない人物であるスザンナから変態や変質者と呼ばれる。さらに王位に興味はなく、いずれ王位に就く弟たちのために、自らの派閥に意図的に国政や弟達に害を成すであろう不埒な者たちを引き入れ、彼らごと失脚して国の将来の禍根を断つことを目標としている。
婚約者のスザンナとの婚約は互いに打算の上であり、婚約と言うより仕事のパートナーに近い。
イアン・スティアート（Ian Stuart）
声 - 白井悠介、加藤英美里（幼少期）
ソルシエ王国第二王子。ジオルドとアランの次兄。
金髪碧眼の美青年。生真面目で表情を変えず、非常に大人しい性格。能力は他の兄弟らと同様に優秀であり、勉強も剣術も年の近い兄ジェフリーと昔からライバル関係にあったと評されている。兄弟たちに冷淡に見えることもあって、いずれイアンが王位を継ぐことを望むイアン派も形成されている。しかし、基本的に感情表現が苦手なだけで兄弟愛はある。また婚約者セリーナへの態度も表面的で素っ気なかったが、彼女と同じく一目惚れして強く愛しており、しかし、感情表現が苦手なことと、正式な婚姻前にベタベタするべきではないという元来の真面目さで誤解を受けていただけであった。このセリーナとの行き違いが、カタリナ誘拐事件の遠因となるも最終的にはセリーナに自分の想いを打ち明け、仲を修復する。
オーウェン・スティアート
ソルシエ国王。ジオルドとアランの実父。
銀髪碧眼でジオルドに似た面差しを持つ。国政で非常に多忙。

### アスカルト伯爵家
ダン・アスカルト（Dan Ascart）
声 - 矢野正明
アスカルト伯爵家の当主。ニコルとソフィアの父親。ニコルと同様に黒髪と黒い瞳を持つ美青年。優秀な人物であるらしく、ソルシエ王国の現国王からは直々に宰相に任命されるほど信頼されている。娘のソフィアがその外見から周囲に「呪われた子」という中傷を受けても、妻と共に変わらぬ愛情を注いでいる。
ラディア・アスカルト（Radia Ascart）
声 - 紗倉のり子
ダンの妻でニコルとソフィアの母親。淡い金髪と青い瞳を持つ、清楚な雰囲気の美しい女性。

### 魔法学校
ジンジャー・タッカー（Ginger Tucker）
声 - 高尾奏音
タッカー男爵家の庶子。カタリナの1歳後輩。生徒会メンバー。
魔力は低いが、ここ数十年でトップクラスの成績を収める秀才の女生徒。性格は堅物でとっつきにくく、物事をはっきり言って敵を作りやすいため、友人はほぼフレイのみ。周りから人気のあるカタリナが「ただの変わり者のおバカ」だと冷静に評し、何かと自分に声を掛けてくる彼女を面倒くさいと感じている。しかし、カタリナやフレイからはその本質は優しい子と見なされており、実際、言動とは裏腹にカタリナを好いている。カタリナからはツンデレと評される。
出自のタッカー男爵家は辺境の下級貴族で、しかもその庶子であるため、特に父に興味を抱かれることもなく、屋敷の離れで無為に暮らし、本人もまずまず満足していた。ところが12歳の時に風の魔力を発現し、これが男爵家で初の魔力使いであったために、（ジンジャーとしては不本意だが）突然に本邸で暮らせるようになった上、15歳には魔法学園で暮らすことになる。
フレイ・ランドール（Frey Randall）
声 - 潘めぐみ
ランドール侯爵家令嬢。カタリナの1歳後輩。生徒会メンバー。
芯の強い美人の女生徒。なんでもはっきり言いがちで敵を作りやすいジンジャーが唯一気軽に話せる相手で、よく2人で行動している。魔法省に入省することを希望している。
アニメ版では第5巻のエピソードで、ニコルのお見合い相手で彼に影響を与える人物がフレイとなっている（原作では名前は不明）。

### 魔法省
ラーナ・スミス（Larna Smith）
声 - 上坂すみれ
魔法省魔法道具研究室の部署長。ラファエルの上司。
魔法の才能に秀で国一番の秀才とすら呼ばれる才媛。魔力オタクと自称するほど、幼少より魔力に強い興味を抱く。基本的に魔力全般が興味の対象だが、魔法省職員としては魔力の応用例で、魔力を持たない者にもその恩恵が受けられる魔法道具を専門とし、若くして魔法道具研究室の部署長を務める。能力は極めて高いものの、自分の興味を優先して部署を離れて行方不明になっていることが多く、結果、デスクワークはほぼラファエルら部下たちに丸投げで彼らに大きな負担が掛かっている。また、変装の名手で自ら単独潜入任務を行い、それもよく行方不明になる理由となっている。ただし、優秀ではあるため、たまに魔法省に現れると溜った仕事を瞬く間に解消する。
実はジェフリー王子の婚約者スザンナ・ランドール本人。もともと王族になる気はなく、魔法省で魔力研究に一生を捧げたいと思っていたところ、ジェフリーも王位には興味がなく、しかし弟たちのために国家の危機は防ぎたいことで意気投合し、ビジネス的なパートナーとなる。容赦なく彼を変態や変質者と呼ぶが、一方で彼の能力の高さを評価してもいる。
サイラス・ランチェスター（Cyrus Ranchester）
魔法省の魔力・魔法研究室の部署長。マリアの上司。ランチェスター伯爵家次男。『II』の攻略対象の1人。第6巻より登場。
→#『FORTUNE・LOVER II』の重要キャラクターに相当する人物
デューイ・パーシー（Dewey Percy）
魔法省職員。マリアの同僚。『II』の攻略対象の1人。第6巻より登場。
→#『FORTUNE・LOVER II』の重要キャラクターに相当する人物
ソラ・スミス（Sola Smith）
魔法省職員（魔法道具研究室）。『II』の攻略対象の1人。第3巻より登場。
→#『FORTUNE・LOVER II』の重要キャラクターに相当する人物
ガイ・アンダースン（Guy Anderson）
魔法省職員（魔法道具研究室）。ラーナの部下でカタリナの先輩。
魔法省でトップクラスの魔力に身体能力を持つマッチョな大男。しかし、ながら「ローラ」と名乗り、女装癖がある。狸騒ぎでの試験でカタリナたちの試験監督だったが、カタリナがポチを使役しているところを目撃してしまう。
ネイサン・ハート（Nathan Hart）
魔法省職員（魔法道具研究室）。ラーナの部下でカタリナの先輩。
トップクラスの頭脳と処理能力を所持しているが、影が薄く、近距離移動でもすぐに迷子になる迷子体質。カタリナたちの試験監督になるが、ローラ同様、闇の魔力の存在を知ってしまう。
ニックス・コー二ッシュ
魔法省職員（魔法道具研究室）。
改造した衣装を着ているナルシスト。
リサ・ノーマン
魔法省職員（魔法道具研究室）。
アライグマのぬいぐるみを通して会話する変人。
レジーナ
魔法省の秘密職員。港町オセアンの「港のレストラン」の経営者。第9巻の登場人物。
20代後半くらいの色っぽい女性。元魔法省の職員でラーナとは同期だったが、その後は非公式の職員となってオセアンにて情報収集などの活動を行っている。
初版ではルイーズという名前もあった。

### エテェネル王国
セザール・ダル
エテェネル王国の現国王王弟。第8巻より登場。
褐色肌に黒髪金眼の美青年。年齢は二十台半ば。ソルシエ王国と1つ国を挟み、国王が代替わりしたばかりのエテェネル王国の王弟。後述の過去から王族にも関わらず元傭兵という異例の経歴を持ち、異母兄である現国王からの信頼も厚い。また相手に恐怖を与えるとして普段は色付きガラスで瞳の色を黒にしている。国の代表者に選ばれるだけの威厳と思慮深さもありつつ、長く市井で暮らしていたがゆえの気さくさもある。近隣諸国会議で国王の名代としてソルシエ王国を訪れるが、城の庭にて互いに身分を隠し、カタリナと仲良くなる。
漁色家であった前国王に手を付けられた旅芸人の母を持つ。母は王の子（セザール）を身籠ったために後宮に留め置かれることになって自由を奪われ、そのままセザールが6歳の時に亡くなる。異母兄弟もたくさんおり、後ろ盾がないために後宮で飢え死にしそうなところを、たまたま彼を知った異母兄の1人（現エテェネル国王）が後見人に名乗りを上げ、彼や彼の乳母に面倒を見てもらう。その後、成人すると母のように世界各地を巡りたいとして兄の許可を得て王族の身分を捨て、乳母の末息子ジャンを付き人に国を出る。生計を立てるために傭兵稼業につき自由を謳歌していたが、故国に戻った折、敬愛する兄が王位に就き、国の改革を進めるも数多くの政敵を相手に苦戦していることを知り、兄を支えるために王族に復帰する。長らく国を離れていたことと、各国会議がほぼ初の外交参加であったため、他国にはほとんど情報がない。
傭兵時代は「金眼の狼」の異名を取って恐れられほどの戦闘能力を持ち、王族に復帰後も、第9巻では自国の恥を密かにすすぐために潜入捜査を行っている。
ジャン
セザール・ダルの付き人兼相棒。第8巻より登場。
セザールを後見した兄（現国王）の乳母の末息子。幼少よりセザールに仕え、彼が王族の身分を捨て傭兵稼業に転じた時もこれに従う。

### 各編の重要人物
上記以外の人物。
ディーク侯爵夫人
声 - 大地葉
シリウス・ディークの母親。第2巻の登場人物。
シリウス（ラファエル）が起こした事件の元凶。かつて夫のディーク侯爵がメイドに手を付けて私生児（ラファエル）が生まれたことに激怒し、母子共に追い出す。ところが、最愛の息子シリウスが生まれながらに病弱で、もはや余命幾ばくもないと知ると闇の魔力を用いて息子と瓜二つのラファエルに人格と記憶を植え付けることを決める。そしてウォルト親子を捕まえると、ラファエルの母を生贄にして、家族を人質に取ったと思われる男（黒の男）に闇の魔力を宿らせ、記憶の書き換えを行わせる（さらに口封じのために男も殺害させる）。その際の衝撃で本物のシリウスは死ぬが、計画が成功したと錯覚し、元気なシリウス（ラファエル）の姿に喜ぶ。
最終的に一連の騒動後に、ラファエルが当局に出頭してすべてを話し、悪事が明るみに出たことにより逮捕される。しかし、ディーク家が得た「闇の魔力」の知識や技術は、メイスン家などに流出しており、以後、ディーク家が闇の魔力が関わる騒動の遠因となっている。
黒の男
声 - 間島淳司
本名不明（アニメのクレジットは黒装束の男）。第2巻の登場人物。
かつてディーク侯爵夫人に家族を人質にとられて、やむを得ずラファエルの母を殺して闇の魔力を取得した男。シリウスからラファエルへの記憶の移し替えを行うが、しかし、（ラファエルの予測では）侯爵夫人からの脅迫ゆえの行動に本気ではなく手を抜き、その結果、ラファエルの人格は上書きされなかった。そして、役目を終えたとして人質の家族と共に解放してもらおうとするが、口封じのために剣で斬られ、さらに家族も既に殺されていたことを明かされ、侯爵夫人に呪詛の言葉を吐いて絶命する。
実はラファエルに宿った闇の魔力の正体であり、今際の際の言葉通りに侯爵夫人への復讐のためラファエルに復讐心を焚きつけていた。特に本当は息子の幸福を望んだ母の最期の言葉を「どうか仇をとって」に改竄する。最終的にはカタリナの言葉で自分を取り戻したラファエルの意志によって消滅させられる。
スザンナ・ランドール（Susanna Randall）
第一王子ジェフリーの婚約者。ランドール侯爵家次女。
実はラーナ・スミスと同一人物。詳細は#魔法省を参照。
セリーナ・バーグ（Selena Burke）
声 - 小倉唯
バーグ公爵家長女。第二王子イアンの婚約者。第3巻の主要人物。
心優しく大人しい美女。幼くして魔力が発現したことと家柄から、幼少時にはイアンの婚約者として抜擢され、セリーナ自身も親たちの政治的事情を抜きに彼に一目惚れする。しかし、成長しても魔力はさほど強くならず、学業成績も平凡で、個性が弱く影が薄いことにコンプレックスを抱くようになる。さらには愛するイアンが感情表現を苦手とするために、彼が本当に自分を愛してくれているかということにも自信を無くしてしまう。
メイスンの命令を受けた執事ルーファスに唆される形でカタリナ誘拐事件を引き起こす。人質のカタリナからイアンの本心を確かめるべきと諭されて改心し、最終的にはイアンの言葉より相思相愛であったことを知って嬉し涙を流す。事件自体もメイスンが黒幕で、闇の魔力が使われた事件として罰を免れ婚約関係が維持される。
ルーファス・ブロード（Rufus Brode）
バーグ公爵家執事。第3巻の主要人物。
空色の髪と瞳を持ち、泣きボクロがある整った顔立ちに眼鏡を掛けた背の高い美青年。公爵家に仕える執事らしく、礼儀正しく紳士然としている。その正体はメイスンが潜入させたカタリナ誘拐事件の真の実行犯。事件後はソラ・スミスと名前を変え魔法省職員となる。
→詳細は#『FORTUNE・LOVER II』の重要キャラクターに相当する人物のソラ・スミスの項を参照
ラナ
バーグ公爵家メイド。第3巻の登場人物。
カタリナ誘拐事件において、カタリナの世話を担当するメイド。ごくごく普通のメイドらしい外見の女性。その正体はメイスンの陰謀の内偵のために変装したラーナ・スミス。
→詳細は#魔法省のラーナ・スミスの項を参照
デービッド・メイスン
メイスン男爵家当主。ルーファス（ソラ）の主。第3巻の登場人物（直接は登場せず）。
第一王子ジェフリー派に属する悪徳貴族。陰で様々な悪事を働いているものの、比較的小さなものがほとんどで、ソラの評価は小悪党であり、頭はあまり良くない。第3巻の騒動の黒幕であり、自分が支持するルーファスに王位を継承させるため、有力ライバルと見なされている第二王子イアンと第三王子ジオルドを排除しようと企てる。悪事の関係からディーク家とも繋がりがあり、闇の魔力を知って魔力の素質がある子飼いのソラに宿らせ、イアンの婚約者セリーナを間接的に操るカタリナ誘拐事件を引き起こさせる。
そもそも国家陰謀レベルの悪事を成せるほどの者でないこと、ルーファスからも計画の欠陥を認識されていた。さらにはジェフリーから悪党として注視されており、彼の依頼を受け、スザンナがラナとして調査のため潜りこんでいたほどであった。結局、第3巻の騒動の裏で証拠を固められて捕まる。
サラ
声 - 悠木碧
闇の魔力を持つ少女。第4巻から登場。
強い闇の魔力を持つ謎の少女。キース誘拐事件において真の黒幕として作中に登場し、以降、闇の魔力が関わる様々な事件を暗躍する。また、闇の魔力の術を強化するため、「闇の使い魔」や「闇の契約の書」を手に入れようとするが、これらは紆余曲折を経てすべてカタリナの所持品となっている。
ジェフリーとスザンナの調査による推測によれば、ディーク家が闇の魔力の実験・調査を行うために集めた奴隷の1人。そのほとんどが精神が壊れるなどした中にあって、強い闇の魔力を持つに至り、のちディーク家の崩壊に際して自由を得たと考えられている。また、サラは偽名で本名はない。第8巻では彼女を助け出した男がいることが明かされ、その彼を慕っている。
トマス・コールマン
声 - 宮下栄治、大本なな子（幼少期）
コールマン子爵家の嫡嗣（のち廃嫡）でキースの異母兄。第4巻の主要人物。
傲慢で無能な青年貴族。かつてまだキースがコールマン家にいた時分には、娼婦の子として弟と共に彼に嫌がらせを繰り返していた。現在では肉が膨れ上がったような身体に吹き出物だらけの醜怪な外見で、カタリナからはいかにも敵役っぽいと評される。自分を過剰評価し、上手くいかないことがあるとそれをすべて周りが無能なせいだと責任転嫁して当たり散らす。その結果、廃嫡されて実弟が跡継ぎとなると、ますます非行を繰り返してトラブルを起こし続けたため、ついには子爵家では庇えないとして（トマスの目線として）僅かな金銭と粗末な一軒家を与えられ、家から追い出される。
早々に金を使い果たし、日に日に貧相になっていく生活の中で、街中で偶然にもキースを目撃し、娼婦の子にも関わらず公爵家の跡取りとして幸せそうだとして嫉妬心で憎しみが増長する。そこを闇の魔力の吸収源としてサラに目を付けられ、彼女に利用される形でキース誘拐事件を起こす。キースを痛めつけ憂さを晴らしていたものの、吸収源として日に日に衰弱しており、カタリナらがアジトに突入した時には既に瀕死状態で、そのまま拘束される。
後に回復せず、衰弱死していたことが明かされる（第6巻）。
マーシャ・キャトリー
キャトリー侯爵家の令嬢。第5巻の登場人物。
メアリやソフィアには及ばないがカタリナ以上の美人で、貴族令嬢としての佇まい、知能や魔力なども勝る女性。かつてはジオルドの最有力の婚約者候補であったが、自分が蔑んでいたカタリナが婚約者となったことで、これを奪われたと考えている。その後、カタリナの悪評をバラまいて婚約破棄に持っていこうとしたが、間もなく父親が辺境に左遷され王都から離れての田舎暮らしを強いられることになる。魔法学園入学に合わせて王都に舞い戻り、カタリナの魔手から愛しの王子を救い出すという使命感に燃えるが、最終的にジオルドに制裁される。さらにかつての父親の失脚も、自分がカタリナの悪評をバラまいたせいでジオルドが制裁した結果だと知り彼を恐れる。一方でジオルドの怒りから庇われたと勘違いし、カタリナを慕うようになる。
ドラゴンを使役する男
本名不明。第6巻の登場人物。
第6巻における狸騒動の元凶。サラによって闇の使い魔「ドラゴン」の主となり、結果としてそれを恐れた森の動物たちが里に出て被害を起こすという事件を起こす。しかし、闇の使い魔の使役者として、かつてのトマスと同様に日に日に衰弱しており、最終的には意識不明のところを魔法省のローラとハートに拘束される。
意識は回復せず、トマスと同じようにこのまま衰弱死するとラーナは推測している。
サラの主
本名不明。第8巻から登場。
作中でサラが暗躍する陰謀の指令役で、彼女から慕われている男。ディーク家の崩壊に際して実験体であったサラを助け出したという。少なくともセラに接する時は非常に穏やかな言動。

## 用語
FORTUNE・LOVER
本作の舞台となる乙女ゲーム。平民でありながら希少な光の魔力を発現したために魔法学校に入学することになったマリア・キャンベルが4人の貴族の男子生徒と1年に渡り恋愛劇を繰り広げる。本来はカタリナ・クラエスはジオルド、キース、逆ハーレムルートでライバルキャラとして登場し、マリアに対し執拗な嫌がらせを仕掛けるが、ハッピーエンドで国外追放、バッドエンドで死亡する。
FORTUNE・LOVERII〜魔法省での恋〜
野猿の死後に発売された続編で、当然転生後のカタリナはその存在自体知らなかったが、敦子はこちらもプレイ済み。魔法学校卒業後、魔法省に就職したマリアが新たな恋愛劇を繰り広げる。前作の攻略対象キャラに加え、新たな攻略対象キャラも登場。本来はカタリナは国外追放後に闇の魔力を会得し、「謎の女」として復讐のために魔法省に潜入しマリアをつけ狙うが、最終的には封印投獄かマリアとの相討ちで死亡する。
ソルシエ王国
本作の舞台となる剣と魔法の国。スティアート王家が統治する王国で、アスカルト伯爵家の当主ダン・アスカルトが宰相を務めている。成人年齢は15歳とされており、魔力発現者は貴族平民問わず15歳を迎えた翌年に魔法学園へ入学する。
魔法
作中では水・火・土・風・光の5つの属性に分かれており、所持者の割合は土>風>水>火>光の順に少なくなり、光の魔力持ちは国内でも数人しかいない。また、発現するのはほとんどが貴族であり、マリアは実に10年ぶりの平民出身者。そのため、平民から出た場合は貴族の隠し子と疑われることも少なくない（事実キースとラファエルは貴族の隠し子である）。
またこれとは別に、闇の魔力が存在しており、精神操作や闇の使い魔の作成・使役などが可能であるが、他の魔法と異なり他者の命を犠牲にして儀式を行うことで後天的に身に付ける物のため、一般的にその存在はほとんど知られていない。

## 評価

### 批評
近現代文学研究者の久米依子によると、女性の経済的自立が難しかった頃よりも、「承認」を与えることができて救い手になりうる条件を備えた男性との遭遇率は低くなり、そうした〈王子様〉不在の風潮が反映されているかのような創作物に〈乙女ゲーム転生もの〉を挙げて、簡単にイケメンと愛をはぐくめるヒロイン役ではなく、悲惨な目に合うことになっている敵役に転生するというフォーマットの代表的作品の例に本作を紹介しており、カタリナによる己の破滅の回避の行動がはからずも周囲の人々にプラスの影響を与えている物語で、身分がある男性からの「承認」を目標とせず、むしろ男性のダメさをさりげなく改善している、（少女向けでは）新傾向の作品だと述べている。

### 受賞・ノミネート
本作のコミカライズ『乙女ゲームの破滅フラグしかない悪役令嬢に転生してしまった…』が「次にくるマンガ大賞2019」コミックス部門で第4位を獲得した。

## 既刊一覧

### 小説
- 山口悟（著） / ひだかなみ（イラスト） 『乙女ゲームの破滅フラグしかない悪役令嬢に転生してしまった…』 一迅社〈一迅社文庫アイリス〉、既刊15巻（2025年7月18日現在）
  1. 2015年9月1日初版発行（8月20日発売[24]）、ISBN 978-4-7580-4753-1
  2. 2015年10月1日初版発行（9月19日発売[25]）、ISBN 978-4-7580-4756-2
  3. 2016年3月1日初版発行（2月20日発売[26]）、ISBN 978-4-7580-4800-2
  4. 2016年8月1日初版発行（7月20日発売[27]）、ISBN 978-4-7580-4838-5
  5. 2017年6月1日初版発行（5月20日発売[28]）、ISBN 978-4-7580-4950-4
  6. 2018年4月1日初版発行（3月20日発売[29]）、ISBN 978-4-7580-9045-2
  7. 2018年11月1日初版発行（10月20日発売[30]）、ISBN 978-4-7580-9113-8
    - 「特装版」同日発売[31]、ISBN 978-4-7580-9114-5

  8. 2019年8月1日初版発行（7月20日発売[32]）、ISBN 978-4-7580-9189-3
  9. 2020年5月1日初版発行（4月20日発売[33]）、ISBN 978-4-7580-9261-6
    - 「特装版」同日発売[34]、ISBN 978-4-7580-9262-3

  10. 2021年3月1日初版発行（2月20日発売[35]）、ISBN 978-4-7580-9339-2
  11. 2021年9月1日初版発行（8月20日発売[36]）、ISBN 978-4-7580-9390-3
    - 「特装版」同日発売[37]、ISBN 978-4-7580-9391-0

  12. 2022年11月1日初版発行（10月20日発売[38]）、ISBN 978-4-7580-9499-3
  13. 2023年10月1日初版発行（9月20日発売[39]）、ISBN 978-4-7580-9582-2
  14. 2024年9月1日初版発行（8月20日発売[40]）、ISBN 978-4-7580-9668-3
  15. 2025年8月1日初版発行（7月18日発売[41]）、ISBN 978-4-7580-9743-7

### 漫画
本編コミカライズでは各巻に原作者書き下ろしの別設定の世界を舞台とした夢オチ番外編小説を掲載。2巻以降は、前巻の表紙カバー下のおまけイラストをモチーフとしている。
『絶体絶命！破滅寸前編』では、破滅イベントまで1年を切ったタイミングで前世の記憶を思い出したという設定でストーリーが展開される。
- 山口悟（原作） / ひだかなみ（作画・キャラクター原案） 『乙女ゲームの破滅フラグしかない悪役令嬢に転生してしまった…』 一迅社〈ZERO-SUMコミックス〉、既刊11巻（2024年12月26日現在）
  1. 2018年4月5日初版発行（3月24日発売[42]）、ISBN 978-4-7580-3338-1
  2. 2018年11月5日初版発行（10月25日発売[43]）、ISBN 978-4-7580-3394-7
  3. 2019年5月5日初版発行（4月25日発売[44]）、ISBN 978-4-7580-3429-6
    - 「特装版」同日発売[45]、ISBN 978-4-7580-3429-6

  4. 2019年11月5日初版発行（10月25日発売[46]）、ISBN 978-4-7580-3464-7
  5. 2020年6月5日初版発行（5月25日発売[47]）、ISBN 978-4-7580-3513-2
    - 「特装版」同日発売[48]、ISBN 978-4-7580-3514-9

  6. 2021年2月5日初版発行（1月25日発売[49]）、ISBN 978-4-7580-3576-7
  7. 2021年10月5日初版発行（9月30日発売[50]）、ISBN 978-4-7580-3653-5
    - 「特装版」同日発売[51]、ISBN 978-4-7580-3654-2

  8. 2022年10月5日初版発行（9月30日発売[52]）、ISBN 978-4-7580-3792-1
  9. 2023年7月5日初版発行（6月30日発売[53]）、ISBN 978-4-7580-3903-1
  10. 2024年3月29日発売[54]、ISBN 978-4-7580-8484-0
  11. 2024年12月26日発売[55]、ISBN 978-4-7580-8632-5

| 巻 | サブタイトル                                                                  | アニメ第2期セルソフト特典ドラマCD |
| -- | ----------------------------------------------------------------------------- | --------------------------------- |
| 1  | サブタイトル無し（ドラマCD「破滅フラグしかない悪役令嬢に憑依してしまった…」） | Vol.1                             |
| 2  | 私立☆破滅フラグ学園                                                           | Vol.2                             |
| 3  | ファンタジーRPG世界に転生してしまった…                                        |                                   |
| 4  | 夢の中でみんなの性別が逆転してしまっていた……                                  |                                   |
| 5  | はめつふらぐようちえん                                                        | Vol.3                             |
| 6  | 魔法★少女 フラグブレイカーズ                                                  | Vol.4                             |

- 山口悟（原作） / ひだかなみ（キャラクター原案） / nishi（漫画） 『乙女ゲームの破滅フラグしかない悪役令嬢に転生してしまった…絶体絶命！破滅寸前編』 一迅社〈ZERO-SUMコミックス〉、全3巻
  1. 2020年6月5日初版発行（5月25日発売[56]）、ISBN 978-4-7580-3515-6
  2. 2021年2月5日初版発行（1月25日発売[57]）、ISBN 978-4-7580-3577-4
  3. 2021年8月5日初版発行（7月30日発売[58]）、ISBN 978-4-7580-3632-0

### 公式コミックアンソロジー
- 山口悟（原作） 『乙女ゲームの破滅フラグしかない悪役令嬢に転生してしまった… コミックアンソロジー』 一迅社〈DNAメディアコミックス〉、既刊2巻
  1. 2020年3月25日発売[59]、ISBN 978-4-7580-2099-2
    - カバーイラスト：原画：大島美和、仕上：重冨英里、特効：木下尚也（EXPLOSION）
    - イラスト：大島美和、森乃葉りふ
    - 漫画：アメノ、ichinomi、杜若わか、桂イチホ、桜井ゆっけ、佐悠、ストロマ、高原由、十屋つぐみ、はやせれく、まじこ、望月和臣、吉村佳、れぐ95

  2. VOL.2 2021年6月24日発売[60]、ISBN 978-4-7580-2269-9
    - カバーイラスト：夏子
    - イラスト：こいち、びみ太
    - 漫画：うぃむ、おにぎり、杜若わか、北野りりお、Cocoa、さかもとびん、桜井ゆっけ、白梅ナズナ、鈴華、永緒ウカ、はやせれく、びみ太、まじこ、望月和臣、雪矢トモキ
- 山口悟（原作） 『乙女ゲームの破滅フラグしかない悪役令嬢に転生してしまった… GIRLS PATCH』 一迅社〈百合姫コミックス〉、全1巻
  - 2020年6月26日発売[61]、ISBN 978-4-7580-2129-6
    - カバーイラスト：りいちゅ
    - 漫画：おからおから、亀小屋サト、館田ダン、紀奈、黒兎ゆう、櫻井マコト、Nacht、野中友、ぺけ
- 山口悟（原作） 『乙女ゲームの破滅フラグしかない悪役令嬢に転生してしまった… 公式アンソロジーコミック 〜スウィートメモリーズ〜』 一迅社〈ZERO-SUMコミックス〉、全1巻
  - 2021年10月29日発売[62]、ISBN 978-4-7580-3672-6
    - カバーイラスト：ひだかなみ
    - 漫画：釜田、松井トミー、のこみ、綾北まご、すらだまみ、山野でこ、柴田五十鈴、ころりよ、nishi

## アニメ

### テレビアニメ
2018年10月にアニメ化企画進行中であることが、2019年7月にテレビアニメ化がそれぞれ発表され、2020年4月から6月まで第1期が毎日放送ほかにて放送された。
2021年7月から9月まで第2期『乙女ゲームの破滅フラグしかない悪役令嬢に転生してしまった…X』が毎日放送・TBS系列『スーパーアニメイズム』枠ほかにて放送された。TBS系列では初となる全国ネットでのライトノベル原作アニメであった。
原作でカタリナ以外が語り手となる章の一部は、本編を補完するボイスドラマとして製作会社であるアスミック・エースのYouTube公式チャンネルにて公開されている。アニメ公式ページにて、ボイスドラマ、カタリナ脳内会議、カタリナと学ぼう、10の質問などの動画が公開されている。また、放送中の一迅社CMとして、カタリナが魔法召喚した農夫「土おじさん」が実際に畑で農作物を育てる実写30秒「カタリナ農場」が流されている。
コミック7巻特装版にOADが付属している。

#### スタッフ
|                                 | 第1期                                           | 第2期                                           |
| ------------------------------- | ----------------------------------------------- | ----------------------------------------------- |
| 原作                            | 山口悟                                          | 山口悟                                          |
| キャラクター原案                | ひだかなみ                                      | ひだかなみ                                      |
| 監督                            | 井上圭介                                        | 井上圭介                                        |
| シリーズ構成                    | 清水恵                                          | 清水恵                                          |
| キャラクターデザイン 総作画監督 | 大島美和                                        | 大島美和                                        |
| プロップデザイン                | 澤入祐樹                                        | 松永辰                                          |
| 美術監督                        | 込山明日香                                      | 込山明日香                                      |
| 色彩設計                        | 重冨英里                                        | 重冨英里                                        |
| 3Dディレクター                  | 小笠原努                                        | 栗林裕紀                                        |
| 撮影監督                        | 衛藤英毅                                        | 衛藤英毅                                        |
| 編集                            | 瀧川三智                                        | 瀧川三智                                        |
| 音響監督                        | 亀山俊樹                                        | 亀山俊樹                                        |
| 音楽                            | 田渕夏海、中村巴奈重、斎木達彦 櫻井美希、兼松衆 | 田渕夏海、中村巴奈重、斎木達彦 櫻井美希、兼松衆 |
| 音楽                            | N/A                                             | 中嶋純子、青木沙也果、佐久間奏                  |
| 音楽プロデューサー              | 水田大介                                        | 水田大介                                        |
| 音楽制作・協力                  | 日音                                            | 日音                                            |
| 音楽協力                        | ミリカ・ミュージック                            | ミリカ・ミュージック                            |
| プロデューサー                  | 西啓、青井宏之、神宮司剛史、諏訪豊              | 西啓、青井宏之、神宮司剛史、諏訪豊              |
| アニメーション プロデューサー   | 金子逸人                                        | 金子逸人                                        |
| アニメーション制作              | SILVER LINK.                                    | SILVER LINK.                                    |
| 製作                            | はめふら製作委員会                              | はめふらＸ製作委員会・MBS                       |

#### 主題歌
「乙女のルートはひとつじゃない！」
angelaによる第1期オープニングテーマ。作詞はatsuko、編曲はKATSU、作曲は両者の共作。サビの直前にベートーヴェンの交響曲第5番のフレーズを用いている。
「BAD END」
蒼井翔太による第1期エンディングテーマ。作詞は荘野ジュリ、作曲は鈴木エレカ、作曲および編曲はDJ first。
「君の影、オレンジの空」
angelaによる第1期11話挿入歌。作詞はatsuko、編曲はKATSU、作曲は両者の共同による。
「アンダンテに恋をして！」
angelaによる第2期オープニングテーマ。作詞はatsuko、編曲はKATSU、作曲は両者の共作。
「give me ♡ me」
蒼井翔太による第2期エンディングテーマ。作詞はleonn、作曲は日比野裕史、作曲および編曲は渡辺徹。
「あなたがくれたヒカリ」
angelaによる第2期11話挿入歌。作詞はatsuko、編曲はKATSU、作曲は両者の共同による。

#### 評価
BD第1期第1巻の初週推定売上は4,698枚、BD第2期第1巻の初週推定売上は2,013枚をそれぞれ記録している。
第5回クランチロール・アニメアワードでは4部門にノミネートされ、カタリナ・クラエスがBest Protagonist（最優秀主役賞）を受賞した。
「読者が選ぶアニメキャラ大賞2021」ではMVPでカタリナ・クラエスが9位、「明るかったで賞」でカタリナ・クラエスが3位、「セクシーだったで賞」でニコル・アスカルトが8位を獲得している。アニメディア創刊記念号特別企画「読者が選ぶ歴代人気アニメベスト」（2022年）では女性キャラクター部門でカタリナ・クラエスが10位を獲得している。

#### 各話リスト
| 話数   | サブタイトル                                      | 脚本     | 絵コンテ       | 演出               | 作画監督 | 初放送日                |       |       |       |       |       |       |       |       |       |       |       |       |       |       |       |       |       |       |
| 第1期  | 第1期                                             | 第1期    | 第1期          | 第1期              | 第1期 | 第1期                   | 第1期 | 第1期 | 第1期 | 第1期 | 第1期 | 第1期 | 第1期 | 第1期 | 第1期 | 第1期 | 第1期 | 第1期 | 第1期 | 第1期 | 第1期 | 第1期 | 第1期 | 第1期 |
| ------ | ------------------------------------------------- | -------- | -------------- | ------------------ | --- | ----------------------- | ----- | ----- | ----- | ----- | ----- | ----- | ----- | ----- | ----- | ----- | ----- | ----- | ----- | ----- | ----- | ----- | ----- | ----- |
| 第1話  | 前世の記憶を思い出してしまった…                   | 清水恵   | 井上圭介       | 井上圭介           | 澤入祐樹 佐藤香織 大槻南雄 若山政志                                                                                               | 2020年 4月5日           |       |       |       |       |       |       |       |       |       |       |       |       |       |       |       |       |       |       |
| 第2話  | 王子に勝負を挑まれてしまった…                     | 清水恵   | 湊未來         | 小柴純弥           | 澤入祐樹 佐藤香織 大槻南雄 宮島彩 冨田佳亨 南伸一郎 DR MOVIE Lim ji-hyun Kim Yoo-sun Kim Seong-il Park Ae-lee Hong Yu-mi 森木靖泰 | 4月12日                 |       |       |       |       |       |       |       |       |       |       |       |       |       |       |       |       |       |       |
| 第3話  | 麗しの美形兄妹と出会ってしまった…                 | 笹野恵   | 澤井幸次       | 大内大和           | 金浩宇 服部憲知 齋藤魁 若山政志 大槻南雄 森木靖泰                                                                                 | 4月19日                 |       |       |       |       |       |       |       |       |       |       |       |       |       |       |       |       |       |       |
| 第4話  | 魔法学園に入学してしまった…                       | 清水恵   | 二瓶勇一       | 井上圭介           | 澤入祐樹 佐藤香織 大槻南雄 藤田亜耶乃 安藤香春 森木靖泰                                                                           | 4月26日                 |       |       |       |       |       |       |       |       |       |       |       |       |       |       |       |       |       |       |
| 第5話  | 主人公の実家にお邪魔してしまった…                 | 清水恵   | 澤井幸次       | 門田英彦           | 若山政志 井本由紀 竹森由加 | 5月3日                  |       |       |       |       |       |       |       |       |       |       |       |       |       |       |       |       |       |       |
| 第6話  | 夏休みだから楽しく遊んでしまった…                 | 清水恵   | こでらかつゆき | 小柴純弥           | 澤入祐樹 佐藤香織 大槻南雄 吉田肇 しまだひであき 服部憲知 正木優太                                                                | 5月10日                 |       |       |       |       |       |       |       |       |       |       |       |       |       |       |       |       |       |       |
| 第7話  | 危険なダンジョンに入ってしまった…                 | 清水恵   | 澤井幸次       | 大内大和           | 孫偉 朱擁軍 マイドン TAP | 5月17日                 |       |       |       |       |       |       |       |       |       |       |       |       |       |       |       |       |       |       |
| 第8話  | 欲望にまみれてしまった…                           | 笹野恵   | 相澤伽月       | 板庇迪             | 澤入祐樹 井本由紀 大槻南雄 山本恭平                                                                                               | 5月24日                 |       |       |       |       |       |       |       |       |       |       |       |       |       |       |       |       |       |       |
| 第9話  | パジャマパーティで盛り上がってしまった…           | 笹野恵   | 二瓶勇一       | 門田英彦           | 澤入祐樹 佐藤香織 竹森由加 若山政志 藤田亜耶乃 冨田佳亨 服部憲知 大槻南雄                                                         | 5月31日                 |       |       |       |       |       |       |       |       |       |       |       |       |       |       |       |       |       |       |
| 第10話 | 破滅の時が訪れてしまった… 前編                    | 笹野恵   | 澤井幸次       | 一夢庵ひょっとこ斎 | 吉川佳織 小幡公春 | 6月7日                  |       |       |       |       |       |       |       |       |       |       |       |       |       |       |       |       |       |       |
| 第11話 | 破滅の時が訪れてしまった… 後編                    | 清水恵   | 井上圭介       | 井上圭介           | 井本由紀 竹森由加 澤入祐樹 大槻南雄                                                                                               | 6月14日                 |       |       |       |       |       |       |       |       |       |       |       |       |       |       |       |       |       |       |
| 第12話 | 最終イベントが来てしまった…                       | 清水恵   | 湊未來         | 相澤伽月           | 遠藤大輔 近藤律子 | 6月21日                 |       |       |       |       |       |       |       |       |       |       |       |       |       |       |       |       |       |       |
| 第2期  |                                                   |          |                |                    | |                         |       |       |       |       |       |       |       |       |       |       |       |       |       |       |       |       |       |       |
| 第1話  | 破滅フラグを回避したので文化祭で浮かれてしまった… | 清水恵   | 井上圭介       | 井上圭介           | 大槻南雄 山吉一幸 松永辰 松田萌 金元会                                                                                            | 2021年 7月3日           |       |       |       |       |       |       |       |       |       |       |       |       |       |       |       |       |       |       |
| 第2話  | 悪役になってしまった…                             | 笹野恵   | 西田正義       | 小柴純弥           | 若山政志 本田創一 松田萌 島袋智和 大槻南雄 木村拓馬 上田彩朔 金元会                                                               | 7月10日                 |       |       |       |       |       |       |       |       |       |       |       |       |       |       |       |       |       |       |
| 第3話  | 囚われの身になってしまった…                       | 清水恵   | 相澤伽月       | 熊野千尋           | 榊原智次 飯飼一幸 劉云留 | 7月17日                 |       |       |       |       |       |       |       |       |       |       |       |       |       |       |       |       |       |       |
| 第4話  | 色っぽい執事と仲良くお茶をしてしまった…           | 井上圭介 | 井上圭介       | 井上圭介           | 大槻南雄 宮島彩 上田彩朔 木村拓馬 松永辰 三船智帆 武志鵬 金元会 渡辺一平太                                                        | 7月24日                 |       |       |       |       |       |       |       |       |       |       |       |       |       |       |       |       |       |       |
| 第5話  | 弟たちへの愛が溢れてしまった…                     | 清水恵   | 澤井幸次       | 板庇迪             | 大槻南雄 片山敬介 本田創一 石田誠也 金元会 武志鵬 松浦里美 垣内彩子 Revival                                                       | 7月31日                 |       |       |       |       |       |       |       |       |       |       |       |       |       |       |       |       |       |       |
| 第6話  | ひと夏の冒険をしてしまった…                       | 清水恵   | 西田正義       | 尾上皓紀           | 若山政志 片山敬介 大槻南雄 冨田佳亨 河口千恵 上田彩朔 王敏                                                                        | 8月7日                  |       |       |       |       |       |       |       |       |       |       |       |       |       |       |       |       |       |       |
| 第7話  | 願いが叶ってしまった…                             | 笹野恵   | 湊未來         | 曽根利幸           | 崎山知明 中澤勇一 STUDIO MASSKET                                                                                                  | 8月14日                 |       |       |       |       |       |       |       |       |       |       |       |       |       |       |       |       |       |       |
| 第8話  | お見合いしてしまった…                             | 笹野恵   | 戸澤俊太郎     | 戸澤俊太郎         | 服部憲知 松田萌 上田彩朔 木村拓馬 小幡公春 井本由紀 高橋美香 徳田夢之介                                                           | 8月21日                 |       |       |       |       |       |       |       |       |       |       |       |       |       |       |       |       |       |       |
| 第9話  | キースがいなくなってしまった…（前編）             | 清水恵   | 澤井幸次       | 小野田雄亮         | はっとりますみ | 8月28日                 |       |       |       |       |       |       |       |       |       |       |       |       |       |       |       |       |       |       |
| 第10話 | キースがいなくなってしまった…（中編）             | 笹野恵   | 二瓶勇一       | 熊野千尋           | 榊原智次 市川敬三 | 9月4日                  |       |       |       |       |       |       |       |       |       |       |       |       |       |       |       |       |       |       |
| 第11話 | キースがいなくなってしまった…（後編）             | 清水恵   | 井上圭介       | 井上圭介           | 井本由紀 大槻南雄 西道拓哉 藤岡三徳 武志鵬 松浦里美 三船智帆                                                                      | 9月11日                 |       |       |       |       |       |       |       |       |       |       |       |       |       |       |       |       |       |       |
| 第12話 | 卒業式がやって来てしまった…                       | 清水恵   | 湊未來         | 小柴純弥           | 河口千恵 片山敬介 竹森由加 若山政志                                                                                               | 9月18日                 |       |       |       |       |       |       |       |       |       |       |       |       |       |       |       |       |       |       |
| OVA    | 運命の人に出会ってしまった…                       | 清水恵   | 戸澤俊太郎     | 板庇迪             | 遠藤大輔 近藤律子 | 2023年 4月1日（地上波） |       |       |       |       |       |       |       |       |       |       |       |       |       |       |       |       |       |       |

#### 放送局
| 放送期間               | 放送時間                     | 放送局      | 対象地域   | 備考                                          |
| ---------------------- | ---------------------------- | ----------- | ---------- | --------------------------------------------- |
| 2020年4月5日 - 6月21日 | 日曜 1:30 - 2:00（土曜深夜） | TOKYO MX    | 東京都     |                                               |
|                        |                              | BS11        | 日本全域   | BS放送 / 『ANIME+』枠                         |
|                        | 日曜 3:08 - 3:38（土曜深夜） | 毎日放送    | 近畿広域圏 | 製作参加 / 字幕放送 / 『アニメシャワー』第3部 |
| 2020年4月6日 - 6月22日 | 月曜 0:00 - 0:30（日曜深夜） | AT-X        | 日本全域   | CS放送 / 字幕放送 / リピート放送あり          |
| 2020年4月7日 - 6月23日 | 火曜 2:00 - 2:30（土曜深夜） | J:COMテレビ | 日本国内   | CATV / 『アニおび』枠                         |

| 配信開始日    | 配信時間                   | 配信サイト |
| ------------- | -------------------------- | --- |
| 2020年4月5日  | 日曜 0:00（土曜深夜） 更新 | Netflix dアニメストア |
| 2020年4月12日 |                            | Amazon Prime Video J:COMオンデマンド milplus TELASA auスマートパスプレミアム ABEMA U-NEXT アニメ放題 FOD TVer MBS動画イズム GYAO! ひかりTV バンダイチャンネル ニコニコ生放送 ニコニコチャンネル TSUTAYA TV ビデオマーケット DMM.com Rakuten TV Google Play クランクイン！ビデオ HAPPY!動画 Paravi |

| 放送期間                     | 放送時間                     | 放送局                               | 対象地域 | 備考                                                   |
| ---------------------------- | ---------------------------- | ------------------------------------ | -------- | ------------------------------------------------------ |
| 2021年7月3日 - 9月18日       | 土曜 1:25 - 1:55（金曜深夜） | 毎日放送（製作局） ほかTBS系列全28局 | 日本国内 | 字幕放送 / 連動データ放送 / 『スーパーアニメイズム』枠 |
| 2021年7月4日 - 9月19日       | 日曜 23:30 - 月曜 0:00       | AT-X                                 | 日本全域 | CS放送 / 字幕放送 / リピート放送あり                   |
| 2021年7月9日 - 9月24日       | 金曜 23:30 - 土曜 0:00       | BS朝日                               | 日本全域 | BS/BS4K放送 / 『アニメA』枠                            |
| 全話で副音声付き放送を実施。 |                              |                                      |          |                                                        |

| 配信開始日           | 配信時間                           | 配信サイト |
| -------------------- | ---------------------------------- | --- |
| 2021年7月3日         | 土曜 2:00（金曜深夜） 更新         | Netflix dアニメストア |
| 2021年7月7日以降順次 | 水曜 2:00（火曜深夜） 以降順次更新 | Amazon Prime Video ABEMA U-NEXT アニメ放題 J:COMオンデマンド milplus TELASA MBS動画イズム TVer GYAO! FOD ひかりTV バンダイチャンネル Hulu ニコニコ生放送 ニコニコチャンネル ビデオマーケット DMM.com Rakuten TV Google Play YouTube クランクイン！ビデオ HAPPY!動画 TSUTAYA TV |

#### BD
| 巻 | 発売日        | 収録話          | 規格品番   |
| -- | ------------- | --------------- | ---------- |
| 1  | 2020年5月27日 | 第1話 - 第3話   | KIZX-410/1 |
| 2  | 2020年6月24日 | 第4話 - 第6話   | KIZX-412/3 |
| 3  | 2020年7月22日 | 第7話 - 第9話   | KIZX-414/5 |
| 4  | 2020年8月26日 | 第10話 - 第12話 | KIZX-416/7 |

| 巻 | 発売日        | 収録話          | 規格品番    |
| -- | ------------- | --------------- | ----------- |
| 1  | 2021年9月1日  | 第1話 - 第3話   | KIZX-473/4  |
| 2  | 2021年10月6日 | 第4話 - 第6話   | KIZX-475/6  |
| 3  | 2021年11月3日 | 第7話 - 第9話   | KIZX-477/8  |
| 4  | 2021年12月1日 | 第10話 - 第12話 | KIZX-479/80 |

第1期はPC版ミニゲーム『FORTUNE LOVER 体験版』を収録したDVD-ROMが、第2期はコミック版単行本の書き下ろし小説が原作のドラマCDが特典ディスクとして封入。

#### 関連書籍
- 山口悟（原作） / ポストメディア編集部（編） 『TVアニメ「乙女ゲームの破滅フラグしかない悪役令嬢に転生してしまった…」プレリュードブック』 一迅社、2020年4月25日発売[87]、ISBN 978-4-7580-1688-9

#### Webラジオ
カタリナ・クラエス役の内田真礼によるWebラジオ『乙女ゲームの破滅フラグしかないラジオパーソナリティーに転生してしまった…』が、音泉にて2020年9月28日から2021年6月まで月1回、2021年7月から9月24日まで隔週金曜に配信された。
| 毎日放送制作・TBS系列 スーパーアニメイズム | 毎日放送制作・TBS系列 スーパーアニメイズム                  | 毎日放送制作・TBS系列 スーパーアニメイズム |
| 前番組                                     | 番組名                                                      | 次番組                                     |
| ------------------------------------------ | ----------------------------------------------------------- | ------------------------------------------ |
| すばらしきこのせかい The Animation         | 乙女ゲームの破滅フラグしかない悪役令嬢に転生してしまった…Ｘ | ブルーピリオド                             |

### 劇場アニメ
2021年9月に劇場アニメ化が発表され、2023年12月8日に『劇場版 乙女ゲームの破滅フラグしかない悪役令嬢に転生してしまった…』のタイトルで公開された。上映時間は90分。

#### スタッフ（劇場アニメ）
- 原作 - 山口悟[91]
- キャラクター原案 - ひだかなみ[91]
- 監督 - 井上圭介[91]
- 脚本 - 清水恵[91]、笹野恵[91]
- 構成 - 清水恵[91]
- キャラクターデザイン - 大島美和[91]
- プロップデザイン - 武志鵬[91]
- 美術監督 - 込山明日香[91]
- 色彩設計 - 重冨英里[91]
- 3Dディレクター - 栗林裕紀[91]
- 撮影監督 - 衛藤英毅[91]、衛藤直毅[91]
- 編集 - 瀧川三智[91]
- 音響監督 - 亀山俊樹[91]
- 音楽 - 日音[91]
- 配給 - アスミック・エース[91]
- アニメーション制作 - SILVER LINK.[91]
- 製作 - 劇場版はめふら製作委員会[91]（アスミック・エース、MBS、キングレコード、一迅社、日活、BS朝日、フロンティアワークス、ぴあ、クロックワークス）

#### 主題歌（劇場アニメ）
「晴れのちハレルヤ！」
angela×蒼井翔太による劇場版主題歌。作詞はatsuko・蒼井翔太、作曲はatsuko・KATSU、編曲はKATSU。

## ゲーム

### モバイルゲーム
2020年4月5日よりインタラクティブノベルアプリ「StoryMe」（基本無料、一部有料サービス）にてスマートフォン向けゲームとしてアニメ放送にあわせて毎週日曜日に1話ずつ配信された。ジャンルはインタラクティブノベル。タイトルはそのままである。英語版も2020年9月16日から順に配信された。
2020年7月31日より『乙女ゲームの破滅フラグしかない悪役令嬢に転生してしまった… カタリナ農園』がスマートフォン向けゲームとして配信開始された。制作は株式会社フーモア。ジャンルは農園シミュレーションゲーム。無料のミニゲーム。

### コンシューマーゲーム
2022年2月10日にはオトメイトより『乙女ゲームの破滅フラグしかない悪役令嬢に転生してしまった… 〜波乱を呼ぶ海賊〜』がNintendo Switch、
Nintendo Switch Lite用ゲームとして発売された。ファミ通の40点満点のクロスレビューでは31点のシルバー殿堂だった。

#### スタッフ（波乱を呼ぶ海賊）
- 原作 - 山口悟
- キャラクター原案 - ひだかなみ
- ゲーム企画原案 - オトメイト
- ゲームシナリオ - 吉村りりか
- ゲームキャラクター原案・デザイン - アサダモチコ

## アプリ
はめふらアラーム
2021年11月24日よりスマートフォン向けアプリとして配信開始された。開発はフォアキャスト・コミュニケーションズ。ジャンルは多機能アラームアプリ。基本パック、追加パックそれぞれ有料販売。主人公カタリナ・クラエス役の内田真礼の新規ボイスや新規オリジナルイラスト壁紙を収録している。
LINEスタンプ・着せかえ
TVアニメ「はめふら」（2020年5月2日発売、はめふら製作委員会）
TVアニメ「はめふら」2（2020年8月20日発売、はめふら製作委員会）
TVアニメ はめふら（カタリナ&girls ver.）（2020年8月20日発売、はめふら製作委員会）
TVアニメ はめふら（カタリナ&boys ver.）（2020年8月20日発売、はめふら製作委員会）
TVアニメ はめふら（幼少期ver.）（2020年8月20日発売、はめふら製作委員会）

## 舞台
2022年6月30日から7月5日まで舞台『「乙女ゲームの破滅フラグしかない悪役令嬢に転生してしまった…」THE STAGE』がサンシャイン劇場を会場に公演される。各公演回替わりで、本編途中のエピソードとエンディングが異なる全5ルート（ジオルド、キース、アラン、ニコル、シリウス）が各2公演の、全10公演となる。

### キャスト（THE STAGE）
- カタリナ・クラエス - 太田夢莉[101]
- ジオルド・スティアート - TAKA (CUBERS) [101]
- キース・クラエス - 三浦海里[101]
- アラン・スティアート - 安里勇哉[101]
- ニコル・アスカルト - 市川慶一郎[101]
- メアリ・ハント - 小泉萌香[101]
- ソフィア・アスカルト - 髙橋果鈴[101]
- マリア・キャンベル - 本西彩希帆[101]
- シリウス・ディーク - 椎名鯛造[101]
- アン・シェリー - 中西彩加[101]
- 佐々木敦子 - 春咲暖[101]
- アンサンブルキャスト - 荒井瑠里[101]、井坂茜[101]、石田彩夏[101]、市原実紗[101]、鮫嶋樹[101]、杉尾優香[101]、ちい[101]、成田裕也[101]、溝口雄大[101]、森田陽大[101]、好岡瞳[101]、渡来美友[101]

### スタッフ（THE STAGE）
- 原作 - 山口悟[101]
- キャラクター原案 - ひだかなみ[101]
- 脚本 - 錦織伊代（アイデアフラッド）[101]
- 演出 - 山本タク[101]
- 振付 - 森川次朗[101]
- 美術 - 角田知穂[101]
- 音響 - 遠藤宏志[101]
- 照明 - 鈴木雅貴[101]
- 映像 - 川崎貴司[101]
- 衣裳 - 加藤佑里恵（株式会社藤衣裳）[101]
- ヘアメイク - 工藤聡美[101]
- 舞台監督 - 筒井昭善[101]
- 演出助手 - 木村孔三[101]
- WEB - 株式会社まめなり
- キャスティング協力 - ポリゴンマジック株式会社[101]
- 主催 - はめステ製作委員会[101]